# Jonasz (Zyrianow)
Jonasz, imię świeckie: Władimir Aleksiejewicz Zyrianow (ur. 28 lipca 1924 w Kamieńsku Uralskim, zm. 1 czerwca 1975) – rosyjski biskup prawosławny.

## Życiorys
W 1939 ukończył szkołę średnią, następnie przez pięć lat był słuchaczem szkoły malarstwa. W latach 1949–1952 uczył się w moskiewskim seminarium duchownym. 27 lipca 1952 przyjął z rąk biskupa wołogodzkiego i czeriepowieckiego Gabriela święcenia diakońskie, zaś następnego dnia - kapłańskie. Nowo wyświęcony duchowny został skierowany do pracy duszpasterskiej w soborze w Wołogdzie. Po roku służby w tym mieście ks. Zyrianow podjął studia w Leningradzkiej Akademii Duchownej. Dyplom kandydata nauk teologicznych obronił w Moskiewskiej Akademii Duchownej w 1957, opracowując dysertację poświęconą religijnym obrazom Wiktora Wasniecowa i ich roli w dziejach sztuki rosyjskiej. Równolegle ze studiami duchowny prowadził pracę duszpasterską w różnych parafiach.
23 czerwca 1964 Święty Synod Rosyjskiego Kościoła Prawosławnego zdecydował o powołaniu go na katedrę astrachańską i jenotajewską. 26 czerwca tego samego roku ks. Zyrianow złożył w Ławrze Troicko-Siergijewskiej wieczyste śluby mnisze, przyjmując imię Jonasz, następnie zaś otrzymał godność archimandryty. 5 lipca 1964 w Ławrze miała miejsce jego chirotonia biskupia, w której jako konsekratorzy wzięli udział metropolita kruticki i kołomieński Pimen, arcybiskup riazański Palladiusz, biskup wołogodzki Mścisław oraz biskup Donat (Szczogolew). Natychmiast po przyjeździe biskupa do Astrachania miejscowe władze zażądały od niego zgody na zamknięcie czterech cerkwi w mieście. W odpowiedzi Jonasz, podając jako przyczynę chorobę, ograniczył do maksimum kontakty z wiernymi i duchowieństwem, zamykając się w domu biskupim. Nabożeństwa odprawiał jedynie okazjonalnie, wielokrotnie wyjeżdżał z miasta. Zachowanie to wywoływało niezadowolenie części wiernych, którzy jednak zapamiętali go również jako dobrego i skromnego hierarchę.
W lutym 1968 został przeniesiony na katedrę stawropolską, którą zarządzał do swojej śmierci w 1975.